# Блессаньо
Блессаньо (італ. Blessagno) — муніципалітет в Італії, у регіоні Ломбардія, провінція Комо.
Блессаньо розташоване на відстані близько 530 км на північний захід від Рима, 60 км на північ від Мілана, 17 км на північ від Комо.
Населення — 276 осіб (2014).

## Демографія
Населення за роками:

Станом на 1 січня 2023 року в муніципалітеті офіційно проживало 12 іноземців з 8 країн, серед них 6 громадян країн Євросоюзу.

## Сусідні муніципалітети
- Кастільйоне-д'Інтельві
- Діццаско
- Лаїно
- Пігра
- Сан-Феделе-Інтельві